# Cryptocanthon pumilus
Cryptocanthon pumilus là một loài bọ cánh cứng trong họ Bọ hung (Scarabaeidae).